# Camille Thomas

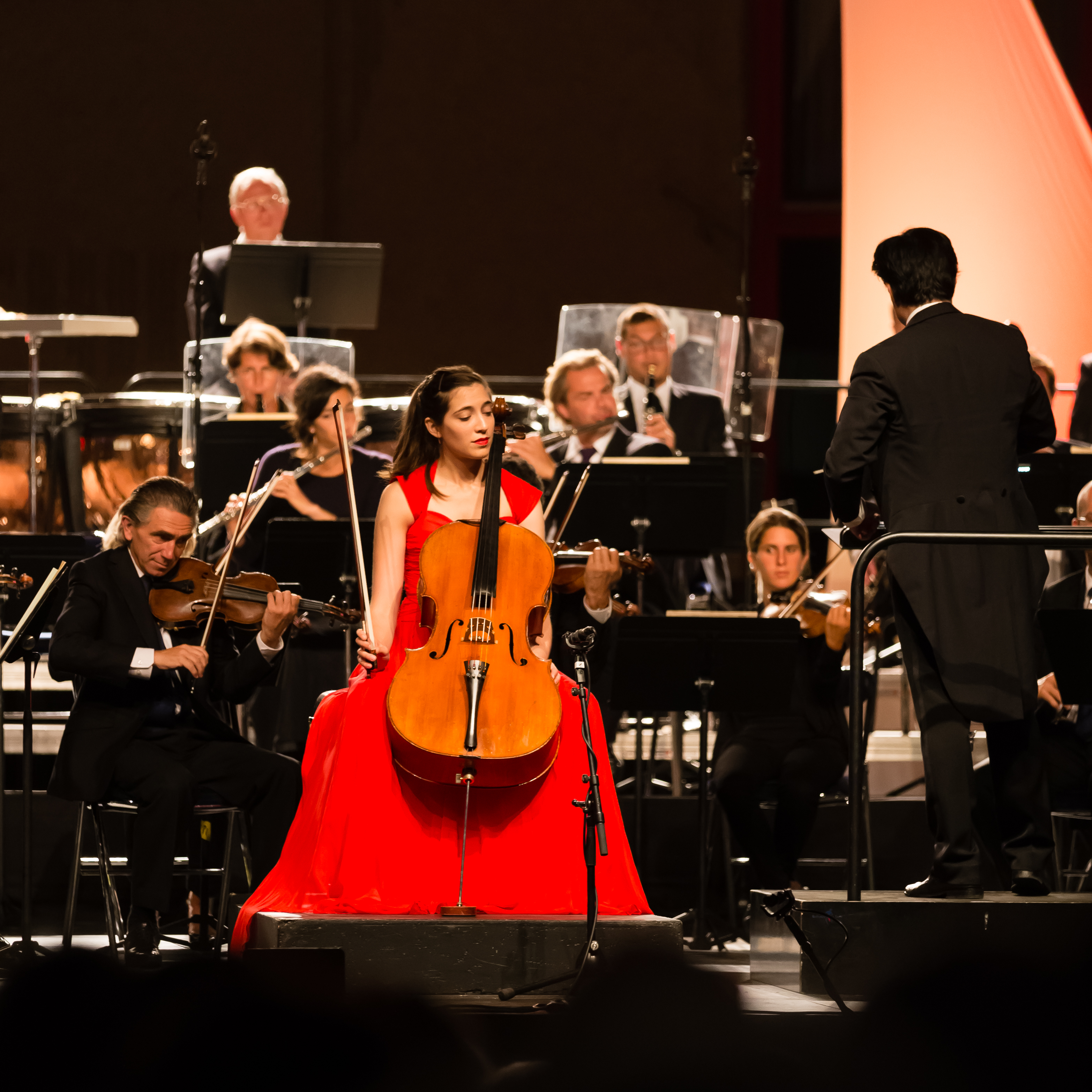
Camille Thomas mit dem Orchestre symphonique de Bretagne (2014)

Camille Thomas (* 1988 in Paris) ist eine franko-belgische Cellistin.

## Leben
Camille Thomas begann im Alter von vier Jahren mit dem Cellospiel. Nach ersten Jahren bei Marcel Bardon und Philippe Muller in Paris studierte sie zunächst an der Hochschule für Musik „Hanns Eisler“ Berlin bei Stephan Forck und Frans Helmerson und dann bei Wolfgang Emanuel Schmidt an der Hochschule für Musik Franz Liszt Weimar. Bereits während ihres Studiums konzertierte sie in Konzertsälen wie der Salle Gaveau und dem Théâtre des Champs-Élysées in Paris sowie dem Konzerthaus in Berlin. Camille Thomas spielt mit Orchestern wie den Brüsseler Philharmonikern, dem Orchestre Lamoureux in Paris und dem Orchestre Philharmonique Royal de Liège.

## Familie
Camilles Ururgroßvater väterlicherseits, Thomas Braun (Pädagoge), war 1842 Mitbegründer des Kölner Männer-Gesang-Vereins.

## Diskografie
| Jahr | Titel                          | Höchstplatzierung, Gesamtwochen, AuszeichnungChartsChartplatzierungen (Jahr, Titel, Platzierungen, Wochen, Auszeichnungen, Anmerkungen) | Anmerkungen                                                 |
| Jahr | Titel                          | BEW | Anmerkungen                                                 |
| ---- | ------------------------------ | --- | ----------------------------------------------------------- |
| 2017 | Saint-Saëns – Offenbach        | BEW150 (2 Wo.)BEW | mit dem Orchestre National de Lille und Alexandre Bloch     |
| 2020 | Voice of Hope                  | BEW75 (1 Wo.)BEW | mit Brussels Philharmonic, Stéphane Denève & Mathieu Herzog |
| 2023 | The Chopin Project – Essential | BEW86 (1 Wo.)BEW |                                                             |